# 二噻唑𬭩
二噻唑𬭩（英语：Dithiazolium）是指由C2NS2环组成的杂环族。这些阳离子具有芳香性，因为它们有六个π电子。原则上，根据环中C、N 和S原子的相对位置，可能有几种异构体。
1,2,5-二噻唑𬭩阳离子由二硫硝𬭩（NS2+）与炔烃的环加成产生。具有两个三氟甲基的衍生物（由六氟丁炔制备）可被还原为7个电子自由基。这种特殊的1,3,5-二噻唑也是可以以固体、液体和气体形式获得的自由基的罕见例子。气体是蓝色的。
苯并-1,2-3-二噻唑𬭩盐可以通过赫茨反应制备，该反应需要苯胺与二氯化二硫反应。这种“赫兹盐”的水解产生相应的硫醇钠，它可以进一步转化为2-氨基苯硫酚。
阿佩尔盐（Appel's salt）是1,2,3-二噻唑盐的一个例子。